# Savignac (Gironda)
 Savignac  es una población y comuna francesa, situada en la región de Aquitania, departamento de Gironda, en el distrito de Langon y cantón de Auros.

## Demografía
| 617 | 586 | 445 | 437 | 464 | 493 |
| Para los censos de 1962 a 1999 la población legal corresponde a la población sin duplicidades (Fuente: INSEE [Consultar]) |     |     |     |     |     |